# Santo Siorpaes
Santo Severino Siorpaes "Salvador" (Cortina d'Ampezzo, 2 maggio 1832 – Cortina d'Ampezzo, 12 dicembre 1900) è stato un alpinista e militare italiano con cittadinanza austro-ungarica.

## Biografia
Santo nasce a Staulin, piccola frazione di Cortina d'Ampezzo, da Pietro Siorpaes e Rosa Ghedina, primo di cinque figli. La famiglia Siorpaes risulta stanziata nella frazione di Staulin già dalla fine del 1200, e conta diversi marighi della Regola Alta di Lareto, ente di governo territoriale dal medioevo alla Grande guerra. A quel tempo il comune faceva parte dell'Impero austro-ungarico ed era dal 1863, data in cui Paul Grohmann iniziò l'attività alpinistica in Ampezzo, meta estiva prediletta della nobiltà europea. Fin da bambino Siorpaes si dedica alla caccia: la sua abilità nello sparare e la sua conoscenza del territorio lo inducono ad arruolarsi nelle Landwehr ampezzane, dove raggiungerà il grado di tenente.
Nel 1864 inizia a esercitare la professione di guida alpina. Tra i suoi contemporanei nelle dolomiti fu l'unico a praticare questa professione anche al di fuori di esse, infatti fece da guida anche sui monti del vallese (Obergabelhorn, Dent d'Hérens, Cervino), nelle Alpi austriache e nel gruppo dell'Ortles salendo l'Adamello e la Presanella. Nel 1870 diventa Imperial Regio Maestro Stradale o cantoniere a Im Gemärk, ossia il passo Cimabanche.
In prime nozze (1863) sposa Maria Costanza Apollonio (1836-1872), da cui avrà cinque figli: Maria Teresa (1864-1924), Maria Rosa (1866-1949), Pietro (1868-1953), Giovanni (1869-1909) e Filomena (1872-1873). Quest'ultima morirà nel 1873, pochi mesi dopo la morte della madre, mentre Pietro e Giovanni Siorpaes diverranno degni successori del padre come alpinisti. Durante il primo matrimonio si trasferisce da Staulin in località Maion, sempre in Ampezzo. Il 4 giugno 1872, appena due mesi dopo essere rimasto vedovo, Santo si risposa con Rosa Pompanin (1845-1919) da cui avrà altri quattro figli: Costanza (1873-1940), Angelo Serafino (1877-1881), Rachele (1880-1956) e Anna (1883-1936).

## Carriera alpinistica
Già agli inizi degli anni sessanta dell'Ottocento, Siorpaes era una guida alpina affermata e ricercata; nel corso della sua vita sarà ingaggiato da Francis Fox Tuckett, da Paul Grohmann, da Theodor Wundt e da quasi tutti gli altri pionieri dell'alpinismo. La sua prima grande impresa la svolse il 29 agosto 1864 all'età di trentadue anni, quando con gli alpinisti Angelo Dimai, Francesco Lacedelli ormai ultrasessantenne e con il loro committente Paul Grohmann eseguì la prima salita alla Tofana di Rozes. Fu proprio Grohmann a lanciare l'alpinismo in Ampezzo, e fu proprio lui a commissionargli le prime ascese.
Le imprese di Siorpaes si collocano tra il 1864 ed il 1881 e fra queste si contano una trentina di nuove vie di cui 28 "prime ascensioni assolute", non solo nell'ampezzano o nelle vallate circostanti, ma anche alle vette delle odierne Svizzera e Austria. All'età di sessant'anni rimaneva una delle guide più ricercate delle Dolomiti. L'alpinista Julius Meurer, fondatore dell'Österreichscher Touristen Klub, riporta che nel 1878 Siorpaes toccò la centoundicesima cima sopra i 3000 m s.l.m. Morì il 12 dicembre 1900 nella sua casa di Maion, piccola frazione d'Ampezzo, d'angina pettorale.

## Vette conquistate per primo
1864
- 29 agosto, Tofana di Rozes (3225 m) con Paul Grohmann, Francesco Lacedelli e Angelo Dimai

1865
- 14 settembre, Cristallo (3216 m) con Paul Grohmann e Angelo Dimai

1870
- 3 giugno, Cimon della Pala (3185 m), Pale di San Martino con Christian Lauener e Edwards Robson Whitwell
- 16 giugno, Piz Popena (3152 m) con Christian Lauener e Edwards Robson Whitwell
- 20 giugno, Croda Rossa d'Ampezzo (3146m) con Christian Lauener e Edwards Robson Whitwell

1872
- 5 luglio, Becco di Mezzodì (2603 m), Croda da Lago con William Edward Utterson Kelso
- 19 luglio, Cimon del Froppa (2932 m), sulle Marmarole con William Edward Utterson Kelso, Alberto De Falkner, Luigi Orsolina e Peter Salcher
- 5 settembre, Cima Bagni (2983m), Gruppo del Popera con Maurice Holzmann

1874
- 22 luglio, monte Duranno (2665 m) con William Edward Utterson Kelso
- 10 agosto Averau (2647 m) con Richar Issler
- 23 settembre, Cima dei Preti (2703m), monte Duranno con Maurice Holzmann
- settembre, Monte Popera (3046 m) con Maurice Holzmann

1877
- 16 agosto, Piz di Sagròn (2485 m), con Cesare Tomè, Tommaso Dal Col e Mariano Bernardin
- 18 agosto, Cima Immik (2868 m), Pale di San Martino con Cesare Tomè e Tommaso Dal Col

1878
- 23 giugno, Pilastro della Pala di San Martino (2982 m) con Julius Maurer, Alfred von Pallavicini, Arcangelo Dimai e Michele Bettega
- 12 luglio, Sasso Vernale (3054 m), Marmolada con Cesare Tomè, Gottfried Merzbacher e Giorgio Bernard
- 9 settembre, Piz di Mezzodì (2271 m) con Gottfried Merzbacher
- 17 settembre, Monte Schiara (2565 m) con Cesare Tomè e Gottfried Merzbacher
- 19 settembre, Sasso di Bosconero (2468 m) con Cesare Tomè e Gottfried Merzbacher

1879
- 17 luglio, Cima dell'Uomo (3003 m), Marmolada con Cesare Tomè, Gottfried Merzbacher e Battista Bernard
- estate Kleine Bischofsmutze, Monti_del_Dachstein (2415 m) con Arcengelo Dimai e Alfred von Pallavicini

1880
- 17 luglio Croda dei Baranci (2922 m)
- 4 agosto Piz dles Cunturines (3064 m), Cunturines con Albrecht Grünwald
- 23 settembre Monte Siera (2448 m) con Maurice Holzmann
- 25 settembre Monte Terza Grande (2585 m) con Maurice Holzmann
- 26 settembre Creta Forata (2462 m) con Maurice Holzmann

1881
- 21 luglio Punta Frida (2792 m), Tre Cime di Lavaredo con Ludwig Grünwald
- 6 agosto Cima di Mezzo, monte Cristallo (3154 m) con Giuseppe Ghedina e John Stafford Anderson

1882
- 16 agosto Grand Cront (2786 m), Latemar con Giuseppe Ghedina e John Stafford Anderson

## Vie aperte
- 14 giugno 1869 = Versante settentrionale, Cristallo (3216 m) con Christian Lauern e Francis Fox Tuckett
- 2 agosto 1870 = Parete Ovest, Croda Rossa d'Ampezzo (3146 m) con Albert Wachtler
- 17 giugno 1872 = Via ferrata Punta Penia, Marmolada (3342 m) con Christian Lauern e Francis Fox Tuckett
- 7 luglio 1872 = vedretta nord Cima Brenta (3150 m) con Christian Lauern e Francis Fox Tuckett
- 11 luglio 1872 = Via sud-ovest, Sassolungo (3181 m) con William Edward Utterson Kelso e Anton Kaslatter
- settembre 1874 = Versante sud, anticima Cima Undici (3081 m) con Maurice Holzmann
- 19 luglio 1879 = Traversata da est, Cantinaccio d'Antermoia (3004 m) con Cesare Tomè
- 30 luglio 1881 = Parete nord-est Punta Grohmann (3111 m), Sassolungo con Michele Bettega, Ludwig Grünwald e Robert Lendlmayer von Lendenfeld